# Емануил Хадзисимеонидис
Емануил (Манолис) Хадзисимеонидис (на гръцки: Εμμανουήλ, Μανώλης Χατζησυμεωνίδης) е гръцки политик от началото на XXI век.

## Биография
Роден е в гревенското село Кендро (Венци), Гърция, в селско семейство. Завършва икономика в Солунския университет. Работи в министерството на финансите и става директор на дирекция. Установява се в Костур и девет години е член на общинския съвет, като шест години е заместник-кмет по финансите, социалните въпроси, културата и туризма. На втория кръг на местните избори на 14 ноември 2010 година е избран за пръв кмет на новия, уголемен по закона „Каликратис“ дем Костур.